# Бурнашево (Калужская область)
Бурнашево — село в Козельском районе Калужской области. Административный центр сельского поселения «Село Бурнашево».

## География
Село находится на левом берегу реки Серёна, на расстоянии примерно 13 км к северу от города Козельск, административного центра района.

### Часовой пояс
Село Бурнашево, как и вся Калужская область, находится в часовой зоне МСК (московское время). Смещение применяемого времени относительно UTC составляет +3:00.

## Население
| 2002 | 2010 |
| ---- | ---- |
| 72   | ↘52  |

## Улицы
В селе имеется одна улица — Колхозная.